# Incidentes de patrullas musulmanas en Londres
Un grupo de vigilantes musulmanes oxtodoxos que se hacen llamar "patrullas musulmanas" patrullaron las calles de los distritos del Este de Londres entre 2013 y 2014. Los individuos eran jóvenes musulmanes sunitas, miembros de una organización que se autodenominaba "Proyecto Shariah". A principios de 2013, se subieron a Internet videos de sus actividades, filmados por miembros de la patrulla: estos mostraban a miembros encapuchados confrontando a los transeúntes y exigiendo que se comportaran de manera islámica. Se ensañaron sobre todo contra las prostitutas, personas que bebían alcohol, parejas que se tomaban de la mano, mujeres que no seguían la sharía sobre el uso del hijab y faltas a la modestia y acosaban a otras personas a las que percibían como homosexuales . Cinco hombres fueron arrestados en enero de 2013 como parte de una investigación sobre la pandilla. En diciembre de 2013, tres de ellos se declararon culpables de riña y posteriormente fueron encarcelados.

## Videos en línea
Un video subido a YouTube por la pandilla, "La verdad sobre el sábado por la noche", fue visto más de 42,000 veces. En él, la pandilla se enfrentó a la gente, gritándoles "esta es una zona musulmana". Se ve a los hombres encapuchados obligando a las personas a vaciar sus bebidas alcohólicas por los desagües e instruyendo a un grupo de mujeres que "deben prohibirse vestirse así y exponerse fuera de la mezquita".
Un segundo video, que comenzaba con un logotipo que decía "El islam se apoderará del mundo", mostraba a la pandilla gritando insultos homofóbicos a un hombre que caminaba en Whitechapel. La pandilla le gritó a un hombre que parecía estar maquillado que estaba "en un área musulmana vestido como un maricón" y que debía irse. Un pandillero ordena al hombre: "Sal de aquí más rápido. Eres un sucio compañero". Después de que la víctima dice que es homosexual, se le pide repetidamente que diga que está "sucio".
Su último video mostraba a la pandilla diciendo: "Venimos a implementar el Islam sobre sus propios cuellos. Las patrullas musulmanas nunca pueden ser detenidas" (véase At-Tawba).
Los videos se eliminaron de YouTube en enero de 2013 porque contravenían las políticas del sitio sobre acoso, intimidación y comportamiento amenazante.
Scotland Yard investigó los videos y la Policía Metropolitana intensificó las patrullas en el este de Londres. Un portavoz de la policía dijo que estaban en contacto con "líderes de la comunidad local y personas influyentes, empresas locales y la autoridad local, sobre el tema y lo que se está haciendo". Cinco hombres fueron arrestados más adelante.

## Condenación

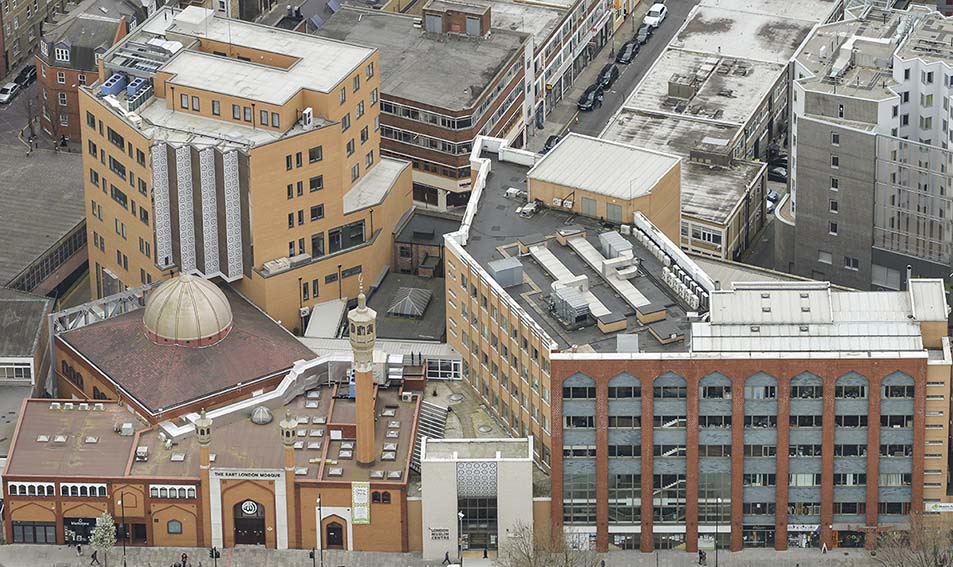
La Mezquita del Este de Londres de Whitechapel condenó las patrullas, considerándolas divisivas para la comunidad local.

El grupo de derechos de los homosexuales Stonewall dijo: "Este incidente es otro recordatorio del abuso homofóbico que las personas homosexuales enfrentan con demasiada frecuencia".

## Origen de las patrullas
Los musulmanes arrestados eran miembros del Proyecto Shariah. El cofundador de la organización, Abu Rumaysah, dijo a la prensa que los hombres arrestados serían bien recibidos a pesar de sus condenas en el Tribunal Penal Central. Un funcionario de la mezquita del este de Londres, hablando de las patrullas, identificó al Proyecto Shariah como "fuertemente vinculado" al grupo Al-Muhajiroun de Anjem Choudary. Desde entonces, varios informes de los medios han identificado a las patrullas de la Sharia como parte de una red de seguidores de Anjem Choudary.
El mismo Choudary ha tolerado las patrullas de la Sharia, ha hablado en público ante varios simpatizantes que se sabe que participan en estas patrullas, incluso en reuniones celebradas a principios de 2014, y elogió como "encomiables" las acciones de la miembros condenados de la patrulla Sharia.

## Condena y sentencia
El Tribunal Penal Central escuchó pruebas sobre incidentes relacionados con la patrulla que tuvieron lugar en las colonias londinenses de Shoreditch, Bethnal Green y en las cercanías e la Mezquita del Este de Londres, donde se grabaron videos de miembros de la patrulla acosando al público por la noche cuando la mezquita estaba cerrada. La patrulla apuntó a una pareja heterosexual en Bethnal Green por tomarse de la mano y les gritó que se detuvieran porque estaban en "un área musulmana". Solo unas semanas después, la patrulla escogió a cinco amigos que estaban bebiendo en la calle porque era "la tierra de Alá"; Jordan Horner, converso islámico de 19 años, amenazó con apuñalar a los hombres, mientras uno de los miembros de la patrulla gritaba "maten a los no creyentes".
Tres de los miembros de la patrulla fueron condenados en noviembre y sentenciados el 6 de diciembre de 2013. Jordan Horner, que usa el nombre islámico Jamaal Uddin, se declaró culpable de dos cargos de agresión y dos cargos de uso de palabras y conductas amenazantes, y fue sentenciado a 68 semanas de prisión. Ricardo MacFarlane, de 36 años, quien se declaró inocente, fue sentenciado a un año por riña y dos años por usar palabras y conductas amenazantes. Royal Barnes, de 23 años, que estaba esperando un nuevo juicio por videos ofensivos sobre Lee Rigby y, por lo tanto, no podía ser identificado en ese momento, se declaró culpable y recibió una sentencia de seis meses por riña.
En febrero de 2014, Horner, McFarlane y Barnes recibieron órdenes de comportamiento antisocial que les prohibían realizar las actividades que los llevaron a su condena y asociarse con Choudary.

## Respuestas
Maajid Nawaz, musulmán y jefe de una organización antiextremista, la Fundación Quilliam, advirtió que las patrullas musulmanas podrían volverse "mucho más peligrosas" y, si se les unen otros yihadistas o musulmanes, podrían incluso matar o mutilar a la gente. Un escritor del International Business Times culpa a los no musulmanes y sugirió que estos "jóvenes musulmanes radicales decididos a imponer sus puntos de vista sobre la conducta pública y la moralidad" se sintieron alienados de lo que consideran una "sociedad exterior hostil y discriminatoria", y han recurrido a su fe para forjar una sociedad separada con una nueva identidad.

## Documentales sobre las patrullas de Londres
En abril de 2014, se produjeron dos documentales de noticias sobre las patrullas de la Sharia en curso: sus respectivos presentadores, Lama Hasan de ABC News y Alex Miller de Vice News, cada uno acompañó a una patrulla en acción. Alex Miller, reflexionando sobre la diferencia entre la evidencia presentada por los videos de Youtube y lo que observó de la patrulla que siguió alrededor de la colonia de Ilford, comentó: "esta caminata amigable con las relaciones públicas por la colonia fue bastante diferente de la primera mirada del país a las patrullas musulmanas".
Entrevistado por Alex Miller, Abu Rumaysah dijo: "No reconocemos la ley británica en absoluto. Creemos en el Islam. Creemos en la Sharia. Y eso es lo que establece nuestros parámetros para el bien y el mal".